# Pasquale Bonavota
Pasquale Bonavota (Vibo Valentia, 10 gennaio 1974) è un mafioso italiano, appartenente alla 'Ndrangheta e dal 28 novembre 2018 fino al 27 aprile 2023 nell'elenco dei latitanti più pericolosi d'Italia.

## Biografia
Figlio di Vincenzo, morto nel 1997, fondatore e capo storico della cosca dei Bonavota; secondo il PM Marisa Manzini, Pasquale era già attivo all'interno della cosca sin dall'età di 16 anni, quando ci fu una violenta e sanguinosa faida tra i Bonavota di Sant'Onofrio ed i Petrolo-Bartolotta di Stefanaconi, consumata nel 1991 con la nota "Strage dell'Epifania".
Dopo essere stato condannato dal Tribunale di Catanzaro alla pena dell'ergastolo per associazione a delinquere di tipo mafioso e concorso in omicidio, era ricercato anche in campo internazionale dal 2018.
La sua latitanza è terminata il 27 aprile 2023, con la sua cattura a Genova. Il 24 luglio 2024 è stato trasferito dal carcere di Marassi a quello di massima sicurezza di Spoleto, venendo pertanto sottoposto al regime carcerario previsto dall'articolo 41-bis.